# Kniphofia laxiflora
Kniphofia laxiflora är en grästrädsväxtart som beskrevs av Carl Sigismund Kunth. Kniphofia laxiflora ingår i Fackelliljesläktet som ingår i familjen grästrädsväxter. Inga underarter finns listade i Catalogue of Life.